# Ibn Marwan
ʿAbd al-Rahmān ibn Muhammad ibn Marwān ibn Yūnus al-Jilliqī al-Maridī, conosciuto come Ibn Marwān al-Jilliqī (Merida, inizio IX secolo – Badajoz, 890), vissuto nelle attuali zone dell'Estremadura spagnola e del Portogallo ai tempi di al-Andalus, fu un esponente sufi e un indomito ufficiale ribelle dell'esercito dell'emiro omayyade Muḥammad I ibn ʿAbd al-Raḥmān. Fu una figura di rilievo nella storia del Gharb al-Andalus.

## Origine
Ibn Marwan era figlio di Marwān al-Jilliqī, governatore di Mérida.

## Biografia
Suo padre, secondo il Diccionario biográfico español, Real Academia de la Historia era stato nominato governatore di Merida al tempo dell'emiro al-Ḥakam I ibn Hishām e fu assassinato nel 828.
Dopo la morte del padre, Ibn Marwan, secondo il Muslim Spain and Portugal: A Political History of al-Andalus divenne il leader della sua comunità.
Messo al bando da Mérida, si recò a Cordova con i suoi guerrieri; ma anche qui ebbe dei problemi con Hāshim ʿAbd al-ʿAzīz, hāgib dell'emiro Muḥammad I.
Per questo motivo rientrò nella sua terra di origine, contrario al governo di Cordova ed, in seguito, nell'875, si ribellò apertamente all'emiro, che non riuscendo a reprimere la ribellione, permise a Ibn Marwān di dichiarare Merida città libera da imposte e indipendente dall'emirato di Cordova, come riporta anche, lo storico Rafael Altamira.

## Fondazione di Badajoz
Ibn Marwan fondò la città di Badajoz, nell'875, nel bosco della Muela (luogo in cui erano già sorti diversi insediamenti, dal periodo preistorico a quello visigoto), situata su una sponda del fiume Guadiana. La città fu dotata di una alcazaba (che, ricostruita ed ingrandita dagli Almohadi, è una delle più grandi e meglio conservate di tutta Europa). Nello stesso periodo estese il suo dominio fino ad Ammaia, aggiungendo ai suoi titoli quello di signore di Ammaia e delle sue rovine..

Badajoz divenne la sua residenza.

## Ultimi anni
La lotta contro l'emiro continuò, ma fu sconfitto e cacciato da Badajoz da al-Mundhir ibn Muhammad I, figlio e futuro successore di Muḥammad I e verso l'877 dovette rifugiarsi nel Regno delle Asturie, continuando a combattere a fianco di Alfonso III.
Dopo l'880 Ibn Marwan rientrò nei suoi territori allargando i suoi domini verso sud in direzione di Siviglia, arrivando, assieme ad altri ribelli, ad occuparne i dintorni, nell'889.
Ibn Marwan morì nell'890.

I suoi discendenti persero diversi territori, ma mantennero sempre il possesso di Badajoz, sino al 929, quando venne riconquistata dal califfo, Abd al-Rahman III.

## Curiosità
La cittadina di Marvão, situata nel distretto di Portalegre, in Portogallo, ricevette questo nome in suo onore, in quanto Ibn Marwān, durante la sua vita, occupò per un certo periodo il castello posto allo sommità del paese.

### Fonti primarie
- (FR)  Histoire des Almohades / d'Abd el- Wâh'id Merrâkechi
- (EN)  #ES Spagna musulmana e Portogallo: una storia politica di al-Andalus

### Letteratura storiografica
- Rafael Altamira, Il califfato occidentale, in Storia del mondo medievale, vol. II, 1999, pp. 477–515.
- Borges Coelho, Portugal na Espanha Árabe, Lisboa, Caminho, 2008.
- Velozo, Francisco José, «Um Muçulmano Precursor da Independência Portuguesa: Bem Marvão, o Galego» in O Islão, n.º 5 (1969).